# Wijken en buurten in Laren
De Nederlandse gemeente Laren is voor statistische doeleinden onderverdeeld in wijken en buurten. De gemeente is verdeeld in de volgende statistische wijken:
- Wijk 00 (CBS-wijkcode:041700)

Een statistische wijk kan bestaan uit meerdere buurten. Onderstaande tabel geeft de buurtindeling met kentallen volgens het Centraal Bureau voor de Statistiek (2008):
| CBS-buurtcode | Buurtnaam          | Inwonertal | Opp. totaal (ha) | Opp. land (ha) | Ligging                |
| ------------- | ------------------ | ---------- | ---------------- | -------------- | ---------------------- |
| BU04170000    | Laren-Dorpskern    | 1390       | 51               | 51             | Locatie in de gemeente |
| BU04170001    | Laren-Zevenend     | 4560       | 96               | 96             | Locatie in de gemeente |
| BU04170002    | Laren-Oostereng    | 1270       | 100              | 100            | Locatie in de gemeente |
| BU04170003    | Laren-Steenbergen  | 910        | 94               | 94             | Locatie in de gemeente |
| BU04170004    | Laren-Zwarte Berg  | 780        | 108              | 108            | Locatie in de gemeente |
| BU04170005    | Laren-Omloop       | 1110       | 51               | 51             | Locatie in de gemeente |
| BU04170006    | Laren-Rijksweg     | 650        | 149              | 149            | Locatie in de gemeente |
| BU04170007    | Laren-Natuurgebied | 280        | 588              | 572            | Locatie in de gemeente |